# Banka Francie
Banka Francie (francouzsky Banque de France, BDF) je centrální bankou Francouzské republiky. Byla založena 18. ledna 1800 a zpočátku fungovala jako soukromá instituce pro správu státního dluhu a vydávání bankovek. Na začátku roku 1946 ji Charles de Gaulle znárodnil. Sídlí v paláci Hôtel de Toulouse v Paříži.
Od roku 1994 je nezávislá a v roce 1999 se stala členem Eurosystému a také Evropského systému centrálních bank.
Jejími třemi hlavními úkoly je řídit francouzskou měnovou politiku, zajišťovat finanční stabilitu a poskytovat služby domácnostem, malým a středním podnikům a státu.
Od 1. listopadu 2015 je guvernérem François Villeroy de Galhau.

## Klíčové údaje
Klíčové údaje banky Francie v roce 2019:
- Počet zaměstnanců na plný úvazek: 9 857
- Regionální pobočky: 95
- Zisk před zdaněním: 6,5 miliardy eur
- Dividenda vyplacená státu: 6,1 miliardy eur
- Zlaté rezervy: 106,1 miliardy eur
- Zásoby zlata ve Francii: 2 436 tun